# Vincelles, Yonne
Vincelles är en kommun i departementet Yonne i regionen Bourgogne-Franche-Comté i norra Frankrike. Kommunen ligger i kantonen Coulanges-la-Vineuse som tillhör arrondissementet Auxerre. År 2022 hade Vincelles 910 invånare.

## Befolkningsutveckling
Antalet invånare i kommunen Vincelles
| Referens: INSEE |